# Valentin Tramontina
Valentin Tramontina (Bento Gonçalves, 17 de julho de 1893 — 1939) foi um ferreiro e empresário brasileiro, fundador da indústria metalúrgica Tramontina.

## Biografia
Valentin era um colono artesão, oriundo de Santa Bárbara, interior do município de Bento Gonçalves, filho de imigrantes italianos da aldeia de Poffabro, município de Frisanco, na região do Friuli-Venezia Giulia, nordeste da Itália.
Em 1911, mudou-se para Carlos Barbosa, na região serrana do Rio Grande do Sul, porque a ferrovia significava perspectiva de expansão. Montou uma pequena oficina em um terreno alugado, onde eram feitos pequenos consertos, além da fabricação de canivetes e ferraduras. Após o serviço militar obrigatório, retomou suas atividades e se mudou para um galpão maior.
Em 1930, Valentin lançou o canivete "Santa Bárbara" ref. nº 1, o produto fabricado em maior quantidade na época. A ferraria passou por dificuldades nos anos seguintes, culminando com a morte de Valentin em 1939, que comandou a empresa por 28 anos. A partir daí a esposa de Valentin assumiu a ferraria.

## Vida pessoal
Em 1920, casou-se com Elisa de Cecco. O casal teve três filhos, Ivo, Henrique e Nilo.